# Nóvaia Gorà
Nóvaia Gorà - Новая Гора (rus) - és un poble de la República del Tatarstan, a Rússia. El 2010 no tenia cap habitant.